# Comuna Gródek
Gródek este o comună (în poloneză: gmina) rurală în powiat Białystok, voievodatul Podlasia, Polonia.
Comuna acoperă o suprafață de 430,6 km² și are, potrivit datelor din anul 2006, o populație de 5.740.